# Zagorak
Zagorak (cyr. Загорак) – wieś w Czarnogórze, w gminie Danilovgrad. W 2011 roku liczyła 130 mieszkańców.